# Internationaler Mendelssohn-Preis zu Leipzig
Der Internationale Mendelssohn-Preis zu Leipzig (bis 2009: Leipziger Mendelssohn-Preis) wird seit dem Jahr 2007 durch die Felix-Mendelssohn-Bartholdy-Stiftung im Gewandhaus zu Leipzig verliehen. Er kann in drei Kategorien vergeben werden: Musik, Bildende Kunst und Gesellschaftliches Engagement. Diese Klassifizierung soll an die schöpferische Vielfalt des Komponisten Felix Mendelssohn Bartholdy erinnern, an seine ausgeprägten unterschiedlichen Talente und sein unermüdliches Wirken auch für gesellschaftlichen Fortschritt. Der undotierte Ehrenpreis wird an Menschen verliehen, die sich besonders um das Werk und den Geist Mendelssohns kümmern.

## Bronzefigur
Die Bronzefigur zum Mendelssohn-Preis ist dem 1993 vor dem Gewandhaus zu Leipzig aufgestellten und seit 2003 im Mendelssohn-Foyer befindlichen Mendelssohn-Denkmal von Jo Jastram nachempfunden und wird in der Werkstatt für Kunstguss Marc Krepp, Berlin, gegossen. Das Gewicht einer Figur beträgt 3400 g.

## Preisträger
2007
Maestro Kurt Masur war der erste Preisträger im Jahr 2007 in der Kategorie Musik. Der Anlass war der 80. Geburtstag des Dirigenten, der sich schon seit frühester Jugend um die Musik und das Werk Felix Mendelssohn Bartholdys verdient gemacht und viele Kompositionen Mendelssohns erstmals auf Schallplatte eingespielt hatte.
2008
Anne-Sophie Mutter (Musik), Peter Sloterdijk (Gesellschaftliches Engagement)
2009
Riccardo Chailly (Musik), Armin Mueller-Stahl (Bildende Kunst), Helmut Schmidt (Gesellschaftliches Engagement)
2010
Lang Lang (Musik), Iris Berben (Gesellschaftliches Engagement)
2011
Peter Schreier (Ehrenpreis in der Kategorie Musik), Marcel Reich-Ranicki (Gesellschaftliches Engagement)
2012
Der Leipziger Thomanerchor (Musik), Harald Schmidt (Gesellschaftliches Engagement)
2013
Richard von Weizsäcker (Gesellschaftliches Engagement), Thomas Hampson (Musik), Markus Lüpertz (Bildende Kunst)
2014
Hans-Dietrich Genscher (Gesellschaftliches Engagement), Gewandhaus-Quartett (Musik: Frank-Michael Erben, Violine - Conrad Suske, Violine - Olaf Hallmann, Viola - Jürnjakob Timm, Violoncello)
2016
Tomoko Masur (Gesellschaftliches Engagement)